# Castelsarrasin
Castelsarrasin település Franciaországban, Tarn-et-Garonne megyében. Lakosainak száma 14 335 fő (2022. január 1.). Castelsarrasin Les Barthes, Castelferrus, Castelmayran, Cordes-Tolosannes, Labastide-du-Temple, La Ville-Dieu-du-Temple, Moissac, Saint-Aignan, Saint-Nicolas-de-la-Grave és Saint-Porquier községekkel határos.

## Népesség
A település népességének változása:
| Lakosok száma | 13 739 | 13 886 | 14 416 | 13 944 | 13 934 | 14 114 | 14 131 | 14 178 | 14 335 |
|               | 2013   | 2015   | 2016   | 2017   | 2018   | 2019   | 2020   | 2021   | 2022   |